# Petr Alexandrovič Pletňov
Petr Alexandrovič Pletňov (rusky Пётр Александрович Плетнёв) byl ruský básník, literární kritik a profesor ruštiny a literatury. V letech 1840 - 1861 působil jako rektor Císařské university v Petrohradu a učitel v carské rodině. Byl přítelem Alexandra Sergejeviče Puškina, který mu věnoval román Evžen Oněgin. Byl zcela ojedinělým zjevem pro svůj čistý apolitický přístup k hodnocení literatury.

## Život a dílo
Narodil se v roce 1792 v rodině chudého venkovského kněze ve vesnici Tebliši nedaleko újezdního města Běžecku v Tverské gubernii. V raném věku osiřel a díky eparchiálnímu fondu pro sirotky vystudoval v roce 1817 Tverský seminář. Vyučoval literaturu v ženských vzdělávacích ústavech a kadetních sborech. Psal básně a v Petrohradě se seznámil s Antonem Antonovičem Delvigem, který ho uvedl do literárního prostředí. Na Žukovského literárních sobotách se seznámil s Alexandrem Sergejevičem Puškinem. Z původní běžné známosti se časem stalo pevné celoživotní přátelství. Když byl Puškin vyhoštěn z hlavního města, udržoval s Pletňovem písemný styk. O básnických schopnostech Pletňova Puškin napsal z Kišiněva svému bratru Lvu Sergejeviči: “Můj názor je, že Pletňov je lepší v próze než v poezii. Není tam žádný prožitek, není to živé, sloh jeho je bledý jak umrlec. Pokloň se mu za mě a ubezpeč ho, že je náš Goethe.“ Netaktní Lev Sergejevič ukázal dopis Pletňovovi. Ten se neurazil a odpověděl další básní, ve které se omlouval za svůj malý talent, Puškin mu odepsal, že báseň by byla skvělá, kdyby byla desetkrát kratší. Tak začal přátelský vztah, který prospěl oběma mužům a nakonec i samotnému Rusku.
Pletňov se stal nejen Puškinovým přítelem, ale i jeho vydavatelem a pokladníkem. Puškin ve vyhnanství neměl jiný příjem, než z vydání svých děl. Styk s vyhnancem dostal Pletňova do hledáčku tajné policie, závěrečné hlášení nakonec znělo: Pracuje s horlivostí, ženatý, velmi dobré chování, tichý charakter, žije skromně. Na doporučení Vasilije Andrejeviče Žukovského mu v roce 1826 byla svěřena výuka ruského jazyka a literatury následníka trůnu careviče Alexandra Nikolajeviče a jeho početných sourozenců.  V tomto roce byla více než stovka mnohdy vysokých důstojníků zbavena šlechtických titulů či státních vyznamenání a deportována na Sibiř na nucené práce. V roce krutého procesu s děkabristy se vychovatelem na carském dvoře stal jemný a laskavý člověk s přátelským přístupem vůči všem stranám. V pozici profesora a literárního kritika se v roce 1840 stal rektorem Císařské university v Petrohradu.
Ivan Sergejevič Turgeněv, Pletňovův posluchač z konce třicátých let, na svého profesora vzpomíná:“ Jakkoli se profesor ruského jazyka a literatury nevyznačoval širokým všeobecným rozhledem, svůj předmět přednášel jiskrně, prostě a jasně, ne bez vášně. Působil tiše až jakoby stydlivě, mluvil vždy přátelsky a i jeho gesta byla jemná a přívětivá. Pro kritika mu chyběla energie, oheň, vytrvalost a nelze nesmlčet, i odvaha. Kromě jeho povahy ho z role kritiků vyřadilo i společenské postavení. Ale živé rozjímání, upřímná účast, neotřesitelná pevnost vnímaného přátelství a radostné uctívání poezie – to všechno je Pletňov. “
Petr Pletňov však nebyl jen vlídným člověkem, který nikomu nevadí. Svým specifickým nenásilným způsobem dokázal podpořit a uvést na světlo takové nové hvězdy jako Petr Pavlovič Jeršov, Nikolaj Vasiljevič Gogol, Ivan Sergejevič Turgeněv či Fjodor Michajlovič Dostojevskij.